# Мироненко Петро Федосійович

Петро Федосійович Мироненко (нар. 25 січня 1914 — 10 листопада 2004) — повний кавалер ордена Слави, учасник Німецько-радянської війни.

## Біографія
Народився 25 січня 1914 року в місті Макіївка (нині Донецька область) в сім'ї робітника. Українець. Закінчив 4 класи. Працював буровщиком у вугільній розвідці.
У Червоній Армії з 1936 року.
У боях німецько-радянської війни з червня 1941 року.
Рядовий 601-го окремого саперного батальйону (302-га стрілецька дивізія, 60-та армія, 1-й Український фронт) Мироненко в складі групи бійців 31 березня 1944 року в районі міста Тернопіль (Україна) провів через проходи в мінних полях танки, захопив у полон 5 солдатів противника. 8 квітня 1944 року нагороджений орденом Слави 3 ступеня.
У вуличних боях в місті Тернопіль Мироненко 10 квітня 1944 року у складі штурмового загону підірвав декілька будівель, зайнятих ворогом, знищив гітлерівців, що знаходилися в них. 30 серпня 1944 року нагороджений орденом Слави 2 ступеня, 24 грудня 1959 року перенагороджений орденом Слави 1 ступеня.
На підступах до міста Львів старший сержант Мироненко 22 червня 1944 року проробив прохід у дротовій загорожі, увірвався в траншею противника і взяв у полон гітлерівця. 5 серпня 1944 року Мироненко нагороджений орденом Слави 2 ступеня.

могила Мироненка П. Ф.

У 1945 році демобілізований. Жив в місті Каховці Херсонської області. Працював на м'ясокомбінаті. Пізніше, у 1990-х роках переїде до Броварів. Помер 10 листопада 2004 року. Похований на Міському кладовищі «Берківці» в Києві.
Нагороджений також орденом Вітчизняної війни 1 ступеня, медалями.